# Euxoa fraudulenta
Euxoa fraudulenta là một loài bướm đêm trong họ Noctuidae.